# Svarttjärnen (Linde socken, Västmanland, 660625-146809)
Svarttjärnen är en sjö i Lindesbergs kommun i Västmanland och ingår i Norrströms huvudavrinningsområde.